# Champsodon atridorsalis
Champsodon atridorsalis is een straalvinnige vissensoort uit de familie van champsodonten (Champsodontidae). De wetenschappelijke naam van de soort werd voor het eerst geldig gepubliceerd in 1964 door Ochiai & Nakamura.